# Сан-Джорджо-Маджоре (Неаполь)
Сан-Джо́рджо-Маджо́ре (итал. La Сhiesa di San Giorgio Maggiore — Главная церковь Святого Георгия) — монументальная церковь в Неаполе, расположенная на небольшой площади Сан-Франческо д’Ассизи, называемой Крочелле-ай-Маннези (Crocelle ai Mannesi), перед одноимённой церковью, давшей название небольшой площади и вдоль Виа Дуомо (Соборной улицы), в самом сердце древнего центра города.

## История и архитектура церкви
Религиозное здание было построено между концом IV и началом V века как раннехристианская базилика и вначале называлось «Северианским» (la severiana), потому что оно было построено по заказу епископа Неаполя Сан-Северо. Нынешнее название восходит к IX веку, оно дано церкви в честь воина-мученика Святого Георгия, в годы, когда народ сражался против лангобардов.
В Средние века это был один из четырёх приходов Неаполя вместе с приходами Святых Апостолов Сан-Джованни Маджоре и Санта-Мария-Маджоре. В 1618 году церковь была передана отцам-монахам конгрегации Благочестивых тружеников (Pii Operai).
В 1640 году пожар уничтожил значительную часть здания, которое затем было отремонтировано архитектором Козимо Фанцаго. Он задумал новую церковь с изменением ориентации с севера на юг. Теперь главный вход расположен в том месте, где ранее была апсида раннехристианской церкви.
В этот период работы шли очень медленно из-за восстания Мазаньелло около 1647 года и чумы, поразившей город в 1656 году. Землетрясение в Саннио 1688 года привело к созданию нового проекта реконструкции, который сопровождался работами по завершению так и не построенных частей, предусмотренных ещё в первом проекте. На этот раз стройкой руководил архитектор Арканджело Гульельмелли. Новые работы включали перенос части гранитных колонн в близлежащую церковь Санта-Мария-дельи-Анджели-алле-Крочи и строительство третьего пролёта. Из-за споров между Гульельмелли и семьей Ферраро пролёт и вход так и не были построены, а главный фасад был создан со стороны нынешней Соборной улицы.
Во второй половине XIX века, во время реализации градостроительного проекта Фердинанда II Бурбонского, известного как «Реконструкция Неаполя», прилегающий монастырь был полностью снесён, а участки, на которых он стоял, были использованы для повторного строительства. В церкви были проведены важные работы, которые ещё раз изменили её первоначальный облик. Главный вход был завершён в соответствии с проектом Фанцаго.
Значительный ущерб церкви был нанесён во время бомбардировок союзников в ходе Второй мировой войны и землетрясения в Ирпинии в 1980 году. В 1992 году церковь, наконец, подверглась реставрационным работам, благодаря которым в апсиде появилась фреска Аньелло Фальконе семнадцатого века, изображающая Святого Георгия, убивающего дракона.
В тимпане главного фасада находится медальон с рельефной фигурой Святого Георгия на коне. Над входным порталом, между двумя мраморными колоннами с коринфскими капителями, находится ниша, в которой помещён горельефный образ Мадонны с Младенцем.

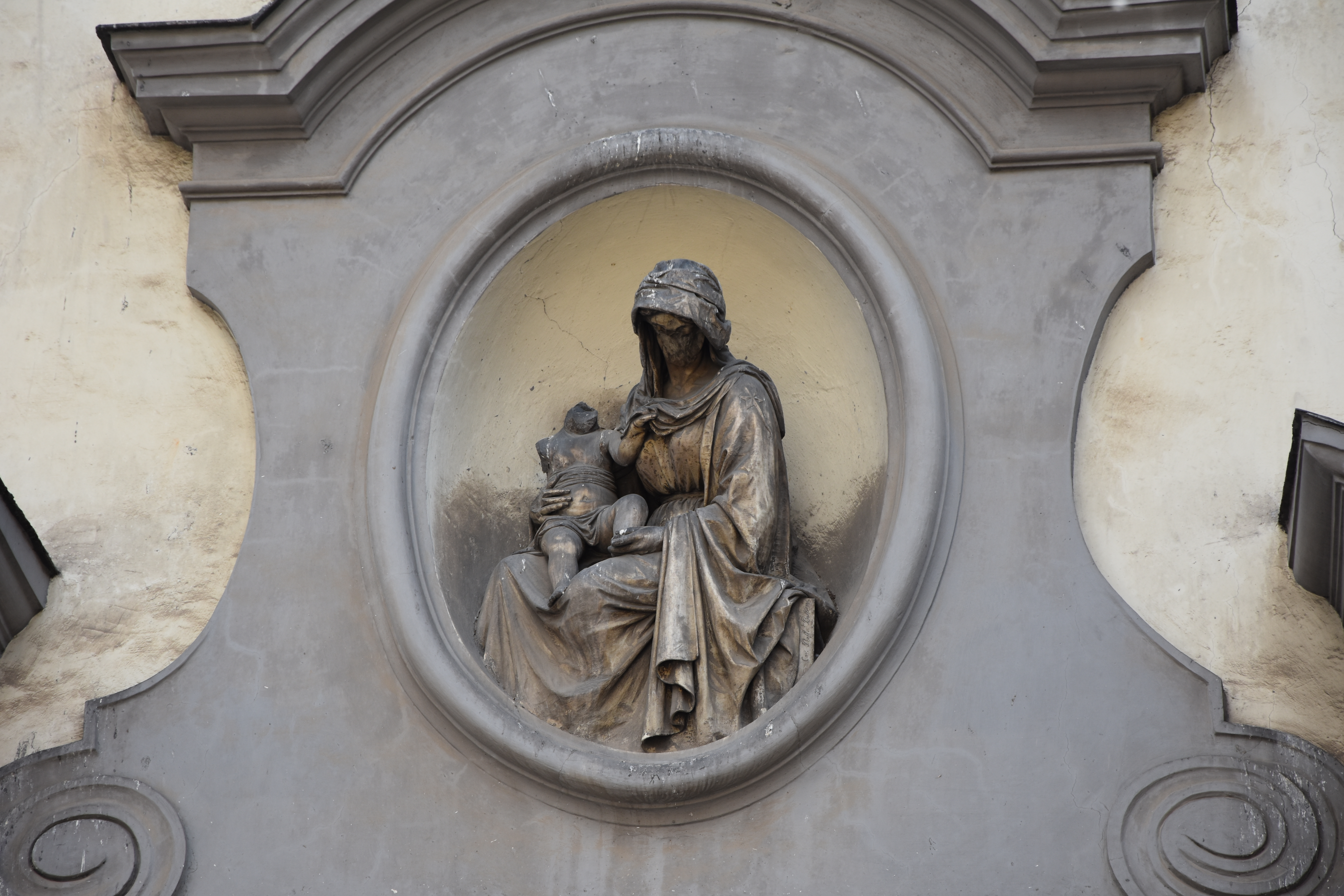
Мадонна с Младенцем. Горельеф портала главного фасада. 1697
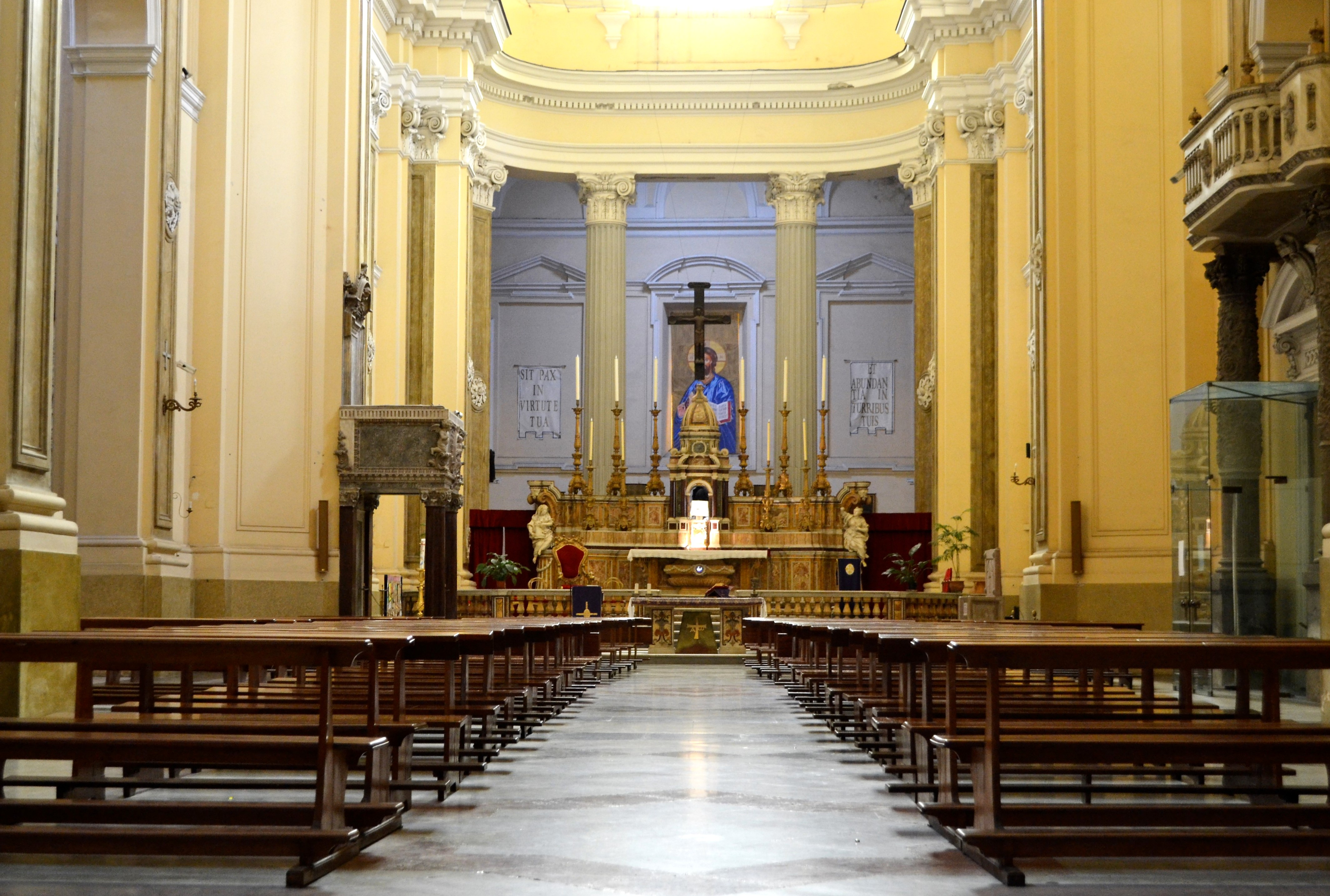
Интерьер церкви
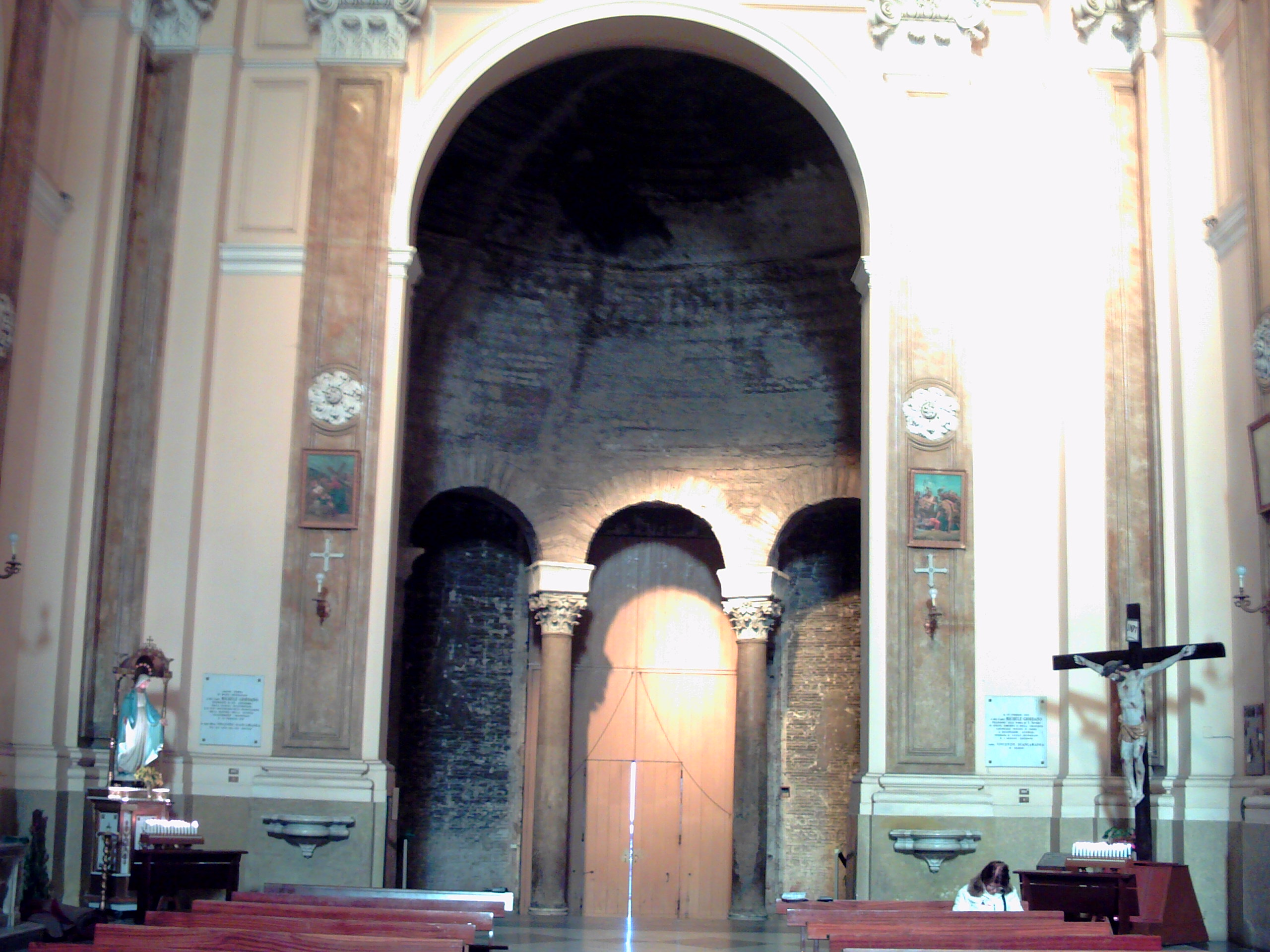
Старая апсида
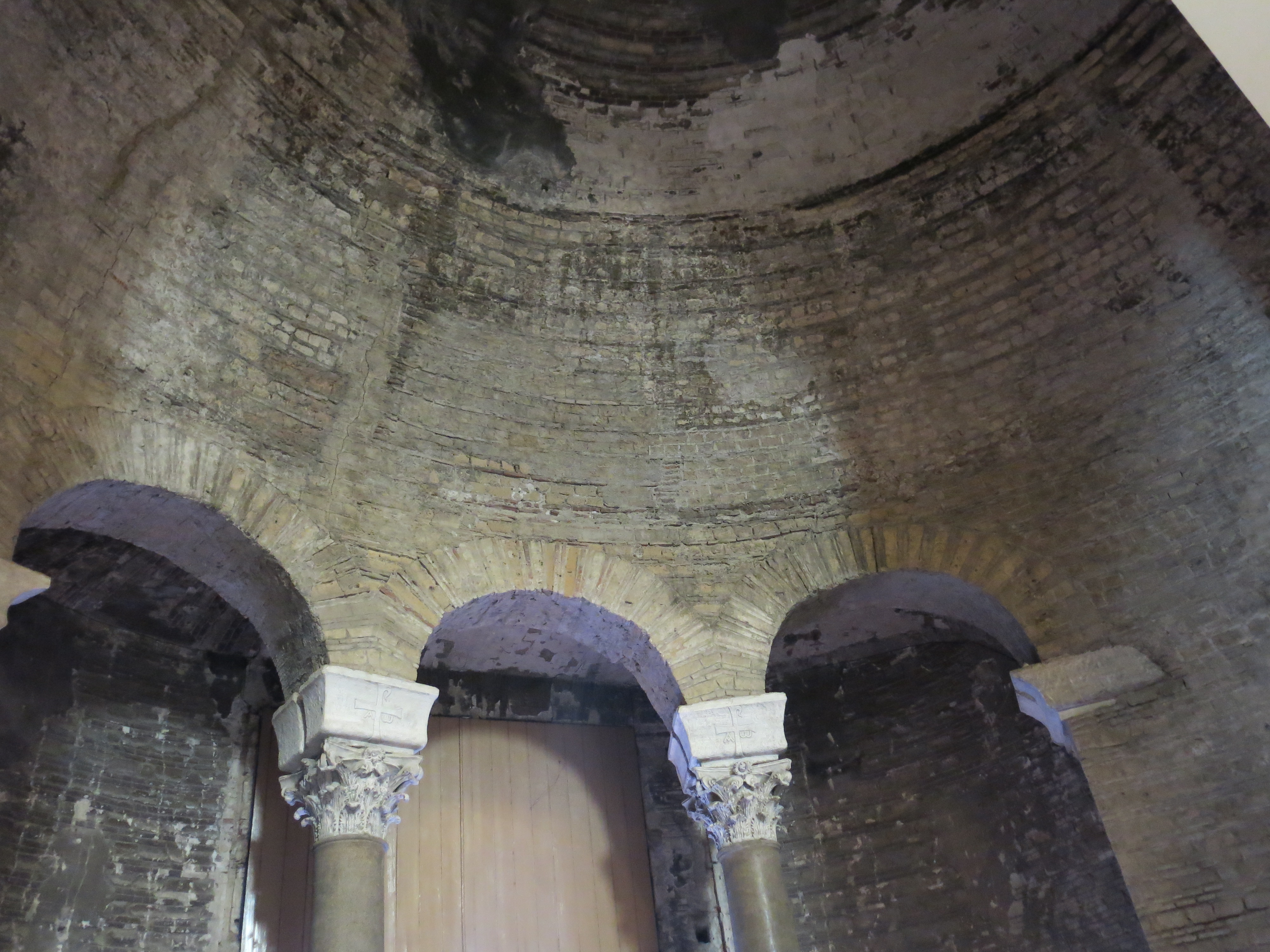
Конха старой апсиды
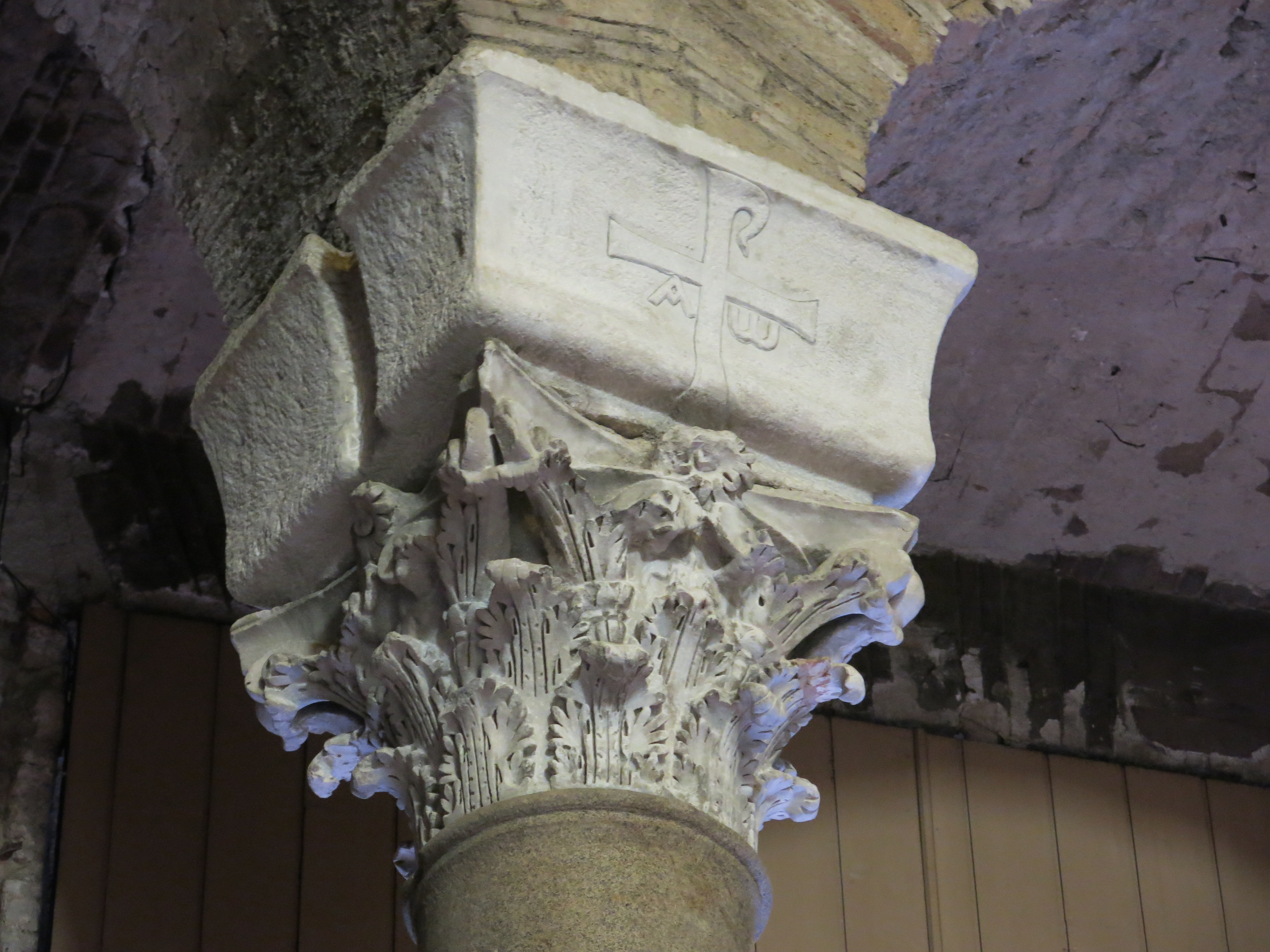
Раннехристианская капитель
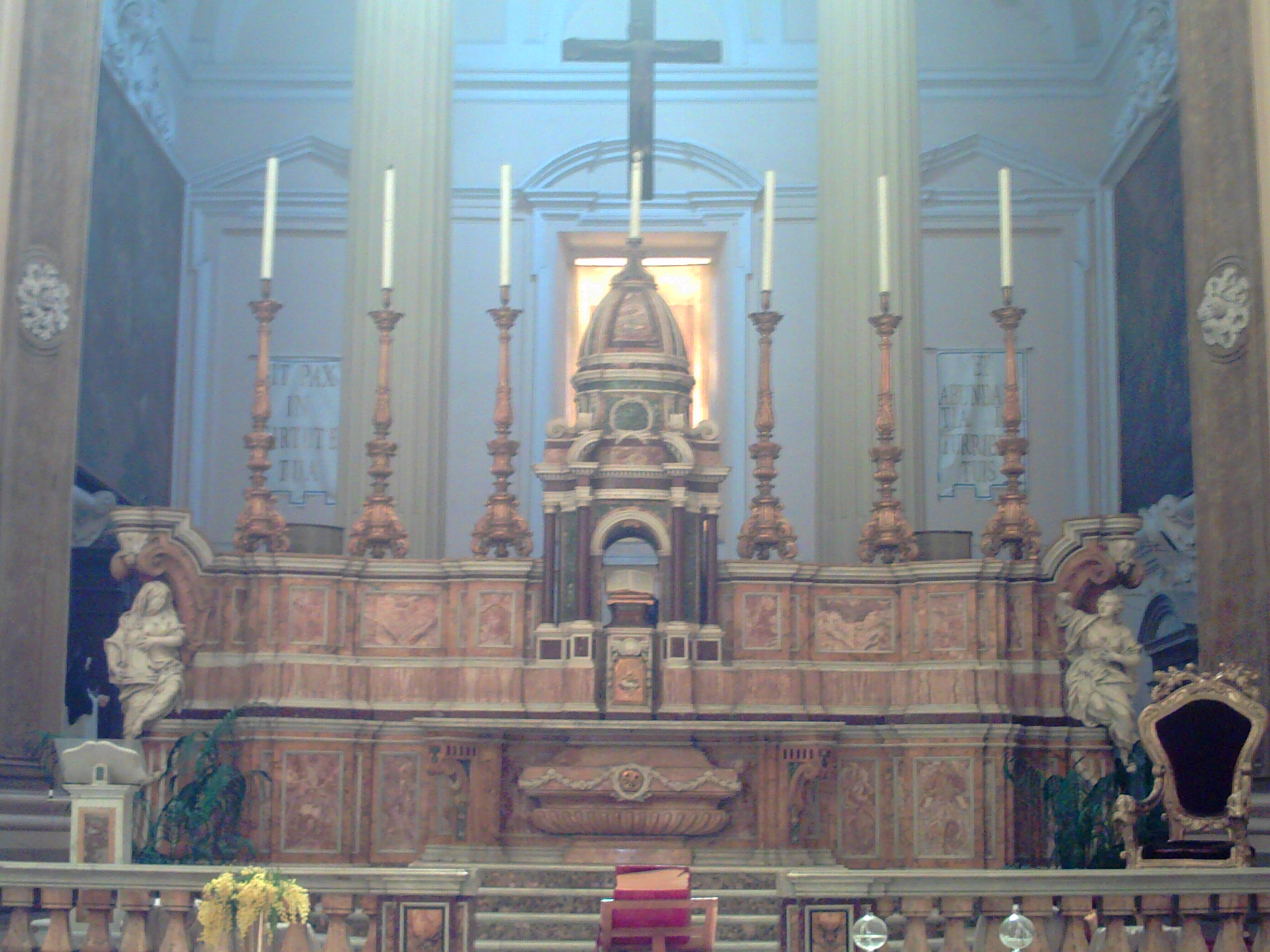
Главный алтарь
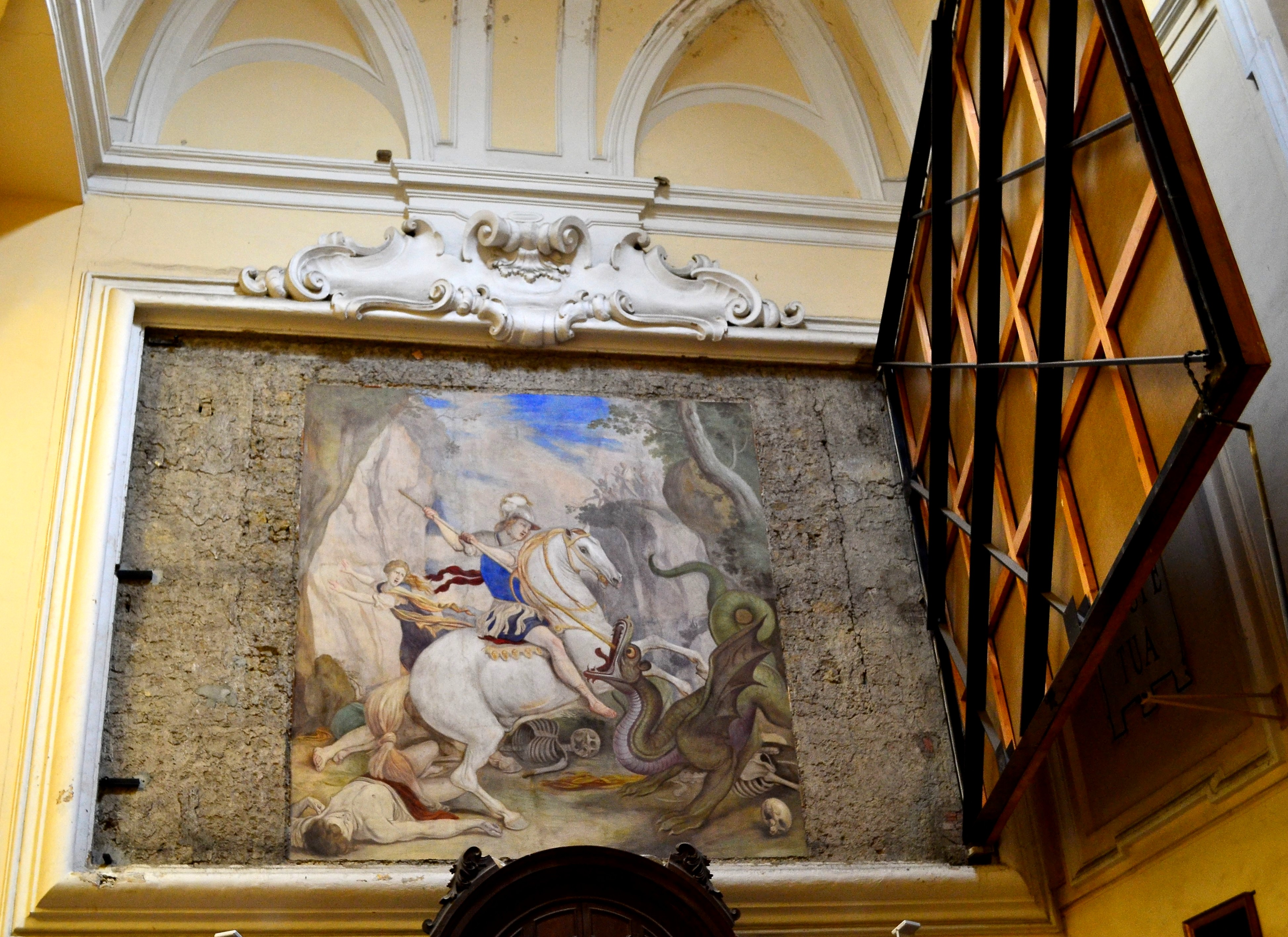
А. Фальконе. Святой Георгий, убивающий дракона